# Микозы
Мико́зы (от др.-греч. μύκης «гриб») — болезни человека и других животных, вызываемые паразитическими грибами.

## Обзор
Различают микозы кожи и ногтей — дерматомикозы (другие заимствованные из иностранного языка названия: дерматофитоз, дерматофития) и микозы внутренних органов (глубокие микозы). У животных могут также возникать отравления токсинами грибов, поражающих растительные корма, — микотоксикозы. Одними микозами болеют только люди или животные, другими человек заражается от животных (например, микроспорией).

## Виды микозов
Микозы у людей бывают (по возбудителю и клиническому течению):

1. Дерматомикоз (дерматофития):
- Кератомикозы:

- Пёстрый (отрубевидный, разноцветный) лишай — характеризуется образованием чешуек, вызывается Malassezia furfur;
- Трихоспория:

- Чёрная пьедра — колонизирует волос, вызывается Piedraia hortae;
- Белая пьедра — микоз волос головы, усов, бороды, вызывается Trichosporon beigelii;

- Трихонокардиоз (также «Трихомикоз подмышечный») — вызывается Nocardia tenuis (син. Trichosporum minutissimum) (является бактериальной инфекцией);

- Трихомикозы:

- Микроспория;
- Трихофития (ранее также herpes tonsurans);
- Фавус (или: парша);

- Эпидермомикозы:

- Эпидермофития:

- Эпидермофития стоп (или: эпидермофитоз, «атлетическая стопа», микоз стоп) — Trichophyton interdigitale (Trichophyton mentagrophytes var. interdigitale);
- Паховая эпидермофития (ранее «окаймлённая экзема») — Epidermophyton floccosum;

- Руброфития (рубромикоз) — Trichophyton rubrum;
- Черепицеобразный микоз (шелушащийся лишай, хронический фигурный дерматомикоз, «герпес Мансона») — Trichophyton concentricum;
- Чёрный лишай (чёрный микоз) — на ладонях и подошвах образует коричневые или чёрные пятна, вызывается Exophiala werneckii;
- Кандидоз — вызывается Candida albicans (реже Candida tropicalis, Candida krusei, Candida pseudotropicalis, Candida stellatoidea и некоторые другие);
- Поверхностный геотрихоз кожи — обычно Geotrichum candidum;

2. Глубокие микозы:
- Глубокие микозы кожи:

- Хромомикоз (бородавчатый бластомикоз, болезнь Педрозо) — Phialophora verrucosa, Hormodendrum pedrosoi, Hormodendrum compactum;
- Мадуромикоз («мадурская стопа», мицетома) — условно-патогенные грибы родов Actinomyces, Nocardia, Allescheria, Aspergillus, Penicillium и т. д.;
- Споротрихоз (болезнь Берманна — Гужеро, споротрихозный лишай) — Sporothrix schenckii (syn: Sporotrichum beurmanni, Sporotrichum jenselmei);
- Цефалоспориоз (акремониоз, акроасталагмоз) — грибы рода Cephalosporium, чаще Cephalosporium acremonium, Cephalosporium cinnabarinum, Cephalosporium falciforme;
- Бластомикоз келоидный (амазонский бластомикоз, болезнь Лобо) — Glenosporella Lobo, либо Paracoccidioides Lobo (syn: Blastomyces Lobo);
- Плесневые микозы:

- по локализации: отомикозы, пневмомикозы, микотический кератит;
- по этиологии: аспергиллёз, цефалоспориоз, мицетомы грибного генеза, акаулиоз кожи, акладиоз кожи, пенициллиоз, аллешериаз, геотрихоз (условно), мукороз, скопуляриопсиоз;

- Глубокий гранулёматозный кандидамикоз;

- Висцеральные (системные) микозы:

- Бластомикоз Гилкриста — Blastomyces dermatitidis;
- Кокцидиоидомикоз;
- Гистоплазмоз;
- Паракокцидиоидомикоз;
- Криптококкоз;
- Актиномикоз (условно).

По локализации преимущественного поражения выделяются микозы:
- Онихомикоз — грибковое заболевание ногтей любой этиологии, в том числе грибками-дерматофитами Trichophyton rubrum, Trichophyton tonsurans, реже Epidermophyton floccosum и Microsporum canis[6].
- Пиломикоз — грибковые инфекции при которых поражаются только волосы: узловатая трихоспория[5].
- Пневмомикоз — заболевание лёгких с их поражением грибковой инфекцией любой этиологии (чаще облигатно-патогенными и факультативно-патогенными грибками, оомицетами, аскомицетами, несовершенными грибами)[7].
- Чёрный язык — на языке образуется чёрный налёт; причина в точности неизвестна, но есть предположение, что заболевание вызывается грибками[источник не указан 1303 дня].
- Себорея — кожное заболевание, вызываемое дрожжеподобным грибом Pityrosporum ovale (себорея впервую очередь связана с функционированием сальных желёз, присоединение инфекции вторично).

## Этиология
1. Снижение защитных функций иммунной системы. В группу риска также входят лица с ослабленным иммунитетом, люди с ВИЧ и СПИДом
2. Онкология. Люди, находящиеся под стероидным лечением, лица, проходящие химиотерапию.
3. Эндокринные заболевания. Больные диабетом.
4. Снижение местного иммунитета. В основном в слизистых оболочках. Условно патогенные микроорганизмы защищают слизистые и контролируют уровень патогенных.
5. Гигиена. В особенности, личная гигиена. Заражение через предметы личной гигиены, личные вещи (одежда, обувь)
6. Возраст. В подростковом периоде все проходят половое созревание, сопровождающееся гормональными перепадами и нарушением функции сальных желёз. Пожилые люди подвержены различным заболеваниям, которые зачастую снижают иммунитет.

## Патогенез
Инфицированию способствуют мелкие раны, трещины, опрелости, через которые возбудитель быстро внедряется в толщу эпидермиса. Вероятность развития инфекционного процесса зависит от вирулентности и патогенности грибка, а также от активности специфических факторов иммунитета.

## Лечение
Для лечения микозов используют противогрибковые препараты на основе флуконазола — он является основой многих безрецептурных противогрибковых препаратов. Лекарственные средства на основе амфотерицина В более эффективны и применяются для лечения тяжёлых форм заболевания. Препараты для лечения кожных инфекций: кетоконазол, итраконазол, тербинафин. Вагинальные инфекции, вызванные грибковыми микроорганизмами Candida albicans, лечатся суппозиториями тиоконазола и пессариями, инфекции на поверхности кожи обрабатываются лекарственными мазями.
В лечении грибковых заболеваний применяются лекарственные средства с различными формами выпуска: мази, кремы, спреи, растворы, лаки, таблетки.
В случае наличия вторичной бактериальной инфекции могут применяться также антибиотики. Для профилактики обязательна гигиена, исключение контактов с источниками заражения.